# Episodi de La squadra (sesta stagione)
La sesta stagione della serie televisiva poliziesca La squadra è andata in onda dal 25 febbraio 2005 al 23 novembre 2005 su Rai 3. Gli episodi non avevano un titolo.
| nº | Prima TV Italia   |
| -- | ----------------- |
| 1  | 25 febbraio 2005  |
| 2  | 4 marzo 2005      |
| 3  | 11 marzo 2005     |
| 4  | 18 marzo 2005     |
| 5  | 24 marzo 2005     |
| 6  | 31 marzo 2005     |
| 7  | 7 aprile 2005     |
| 8  | 14 aprile 2005    |
| 9  | 21 aprile 2005    |
| 10 | 28 aprile 2005    |
| 11 | 5 maggio 2005     |
| 12 | 12 maggio 2005    |
| 13 | 19 maggio 2005    |
| 14 | 26 maggio 2005    |
| 15 | 2 giugno 2005     |
| 16 | 9 giugno 2005     |
| 17 | 16 giugno 2005    |
| 18 | 14 settembre 2005 |
| 19 | 15 settembre 2005 |
| 20 | 21 settembre 2005 |
| 21 | 28 settembre 2005 |
| 22 | 5 ottobre 2005    |
| 23 | 12 ottobre 2005   |
| 24 | 19 ottobre 2005   |
| 25 | 26 ottobre 2005   |
| 26 | 2 novembre 2005   |
| 27 | 9 novembre 2005   |
| 28 | 16 novembre 2005  |
| 29 | 17 novembre 2005  |
| 30 | 23 novembre 2005  |